# All American Girls
All American Girls è un album del gruppo musicale statunitense Sister Sledge, pubblicato dall'etichetta discografica Cotillion e distribuito dalla Atlantic nel 1981.
L'album è prodotto da Narada Michael Walden, che cura anche gli arrangiamenti.
Dal disco vengono tratti i singoli All American Girls, Next Time You'll Know, If You Really Want Me e He's Just a Runaway.

## Tracce

### Lato A
1. All American Girls
2. He's Just a Runaway
3. If You Really Want Me
4. Next Time You'll Know
5. Happy Feeling

### Lato B
1. Ooh, You Caught My Heart
2. Make a Move
3. Don't Let Me Lose It
4. Music Makes Me Feel Good
5. I Don't Want to Say Goodbye